# Mil (poeta)
Mil (Myllus, Μύλλος) fou un poeta còmic grec contemporani d'Epicarm. Va representar comèdies a Atenes junt amb Evetes i Euxènides d'Atenes. El seu èxit major fou la història d'un home mort que ho podia sentir tot de la que va derivar el proverbi  μύλλος πάν? ἀκούει. Eustaci d'Epifania diu que fou tant escriptor dramàtic con actor.